# (-1)F
Em uma teoria do campo quântico com fermions, (-1)F é um unitário, Hermitiano, involutive operador onde F é o operador numérico do férmion. Para o exemplo de partículas no Modelo Padrão, ele é igual à soma do número do lépton  mais o número do bárion, F = B + L. A ação deste operador é para multiplicar os estados bosônicos  1 e estados fermiônicos por -1. Ele é sempre uma simetria interna global de qualquer teoria do campo quântico com férmiones e corresponde a uma rotação por 2π. Ele divide o espaço de Hilbert em dois setores de superseleção. Operadores  bosônicos de comutam com (-1)F considerando que operadores fermiônicos anti-comutam com ele.
Este operador realmente mostra sua utilidade em teorias supersimétricas. Seu traço é a assimetria espectral do espectro férmion, e pode ser entendido fisicamente como o efeito Casimir.

## Leitura complementar
- Shifman, Mikhail A. (2012). Advanced Topics in Quantum Field Theory: A Lecture Course. [S.l.: s.n.] ISBN 978-0-521-19084-8
- Ibáñez, Luis E.; Uranga, Angel M. (2012). String Theory and Particle Physics: An Introduction to String Phenomenology. [S.l.: s.n.] ISBN 978-0-521-51752-2
- Bastianelli, Fiorenzo (2006). Path Integrals and Anomalies in Curved Space. [S.l.: s.n.] ISBN 978-0-521-84761-2